# Enrique Cubas
Enrique Manuel Cubas Ypanaque (ur. 21 marca 1974) – peruwiański zapaśnik walczący w stylu wolnym. Olimpijczyk z Atlanty 1996, gdzie zajął czternaste miejsce w kategorii 62 kg.
24. miejsce na mistrzostwach świata w 2001. Drugi w igrzyskach panamerykańskich w 1999. Czwarty na mistrzostwach panamerykańskich w 1994 i 1998. Złoty medalista igrzysk Ameryki Południowej w 1994, srebrny w 1994 i 1998 i brązowy w 2002. Zdobył złote medale na mistrzostwach Ameryki Płd. w 1992 i 1993. Cztery medale na igrzyskach boliwaryjskich, dwa złote w 1997 roku. Trener zapasów.